# Jon Crowcroft
Jonathan Andrew "Jon" Crowcroft, FRS, FREng (23 de novembro de 1957) é professor da Cátedra Marconi de Sistemas de Comunicação da Universidade de Cambridge.